# پلکان پوتمکین
پلکان پوتمکین (به اوکراینی: Потьомкінські сходи) پلکان عظیمی در بندر اودسا، اوکراین است. پله‌ها در ورودی شهر از کرانه دریای سیاه بنا شده و نماد شناخته‌شدهٔ اودسا محسوب می‌شود. نام اولیه پلکان، در ابتدا بلوار پله‌ها و سپس پلکان عظیم و پله‌های ریشیلیو بود. ساخت پلکان‌های سنگی از سال ۱۸۳۷ تا ۱۸۴۱ به طول انجامید و شامل ۱۹۲ پله به ارتفاع ۲۷ متر و طول ۱۴۲ متر می‌شود.

## نگارخانه

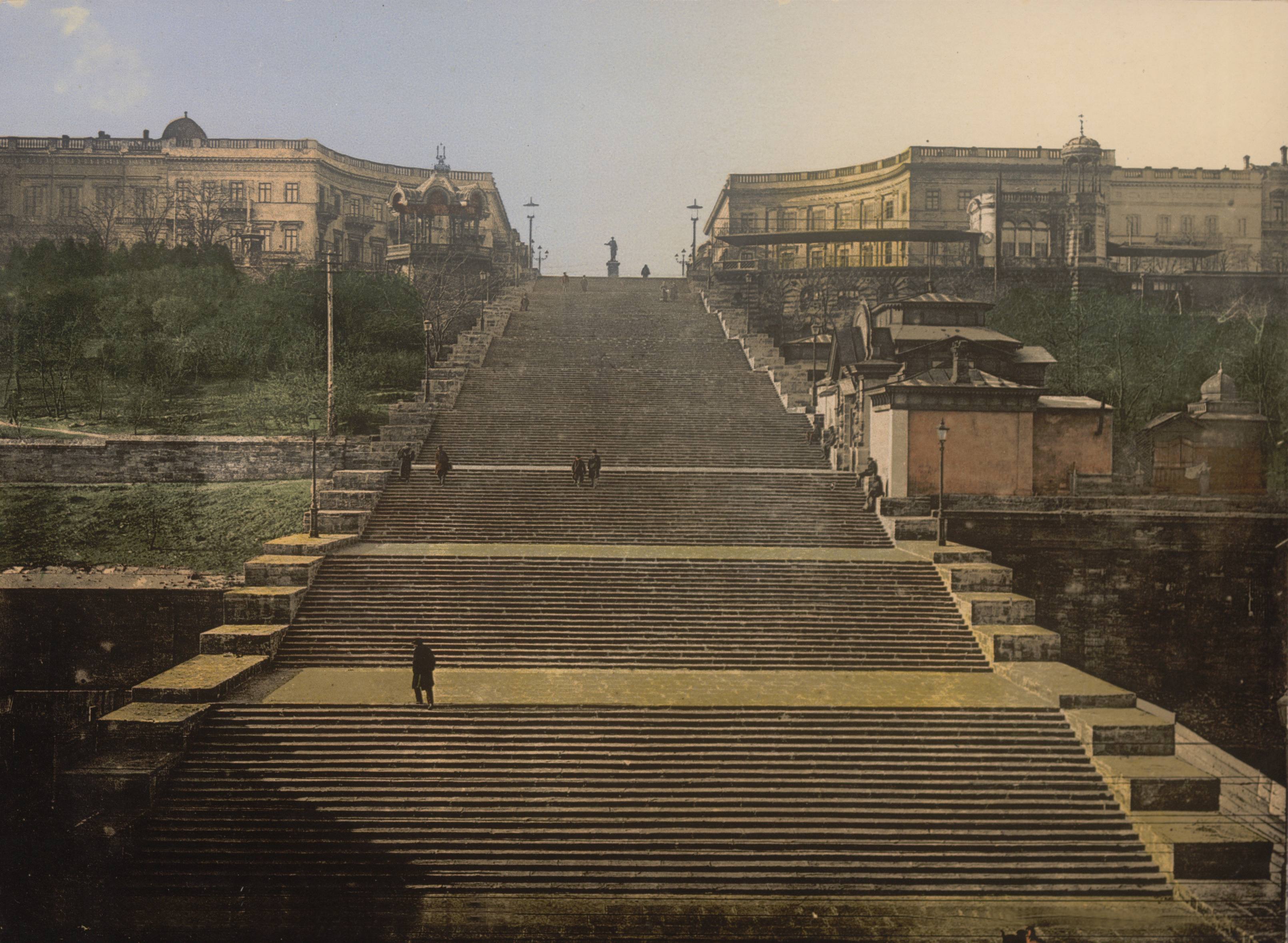
نگاره‌ای از پلکان پوتمکین در سال ۱۹۰۵ میلادی
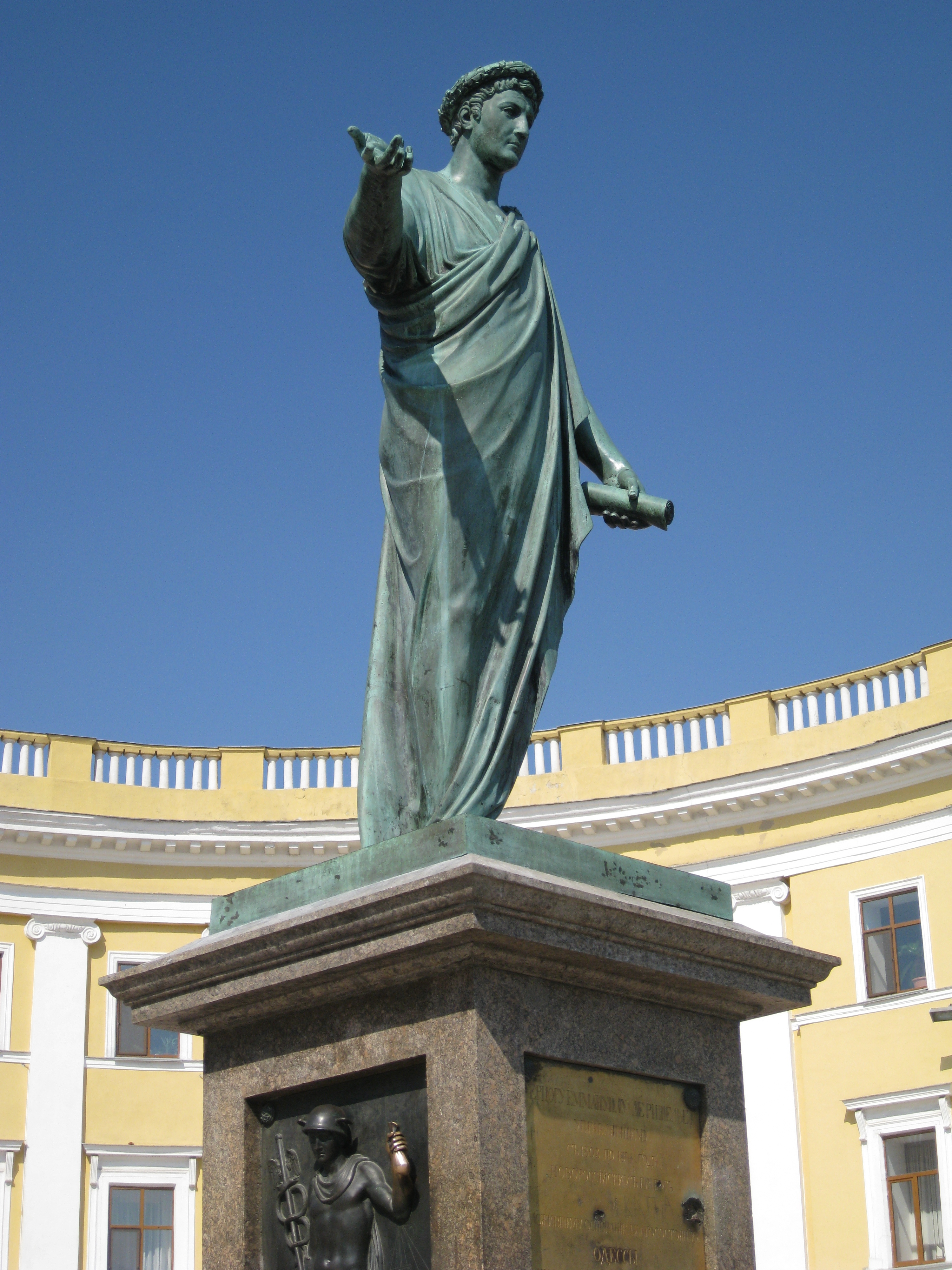
تندیس دوک ریشیلیو، اولین شهردار اودسا و بعدها نخست‌وزیر فرانسه در قامت دولت‌مرد روم باستان، بر فراز پلکان پوتمکین
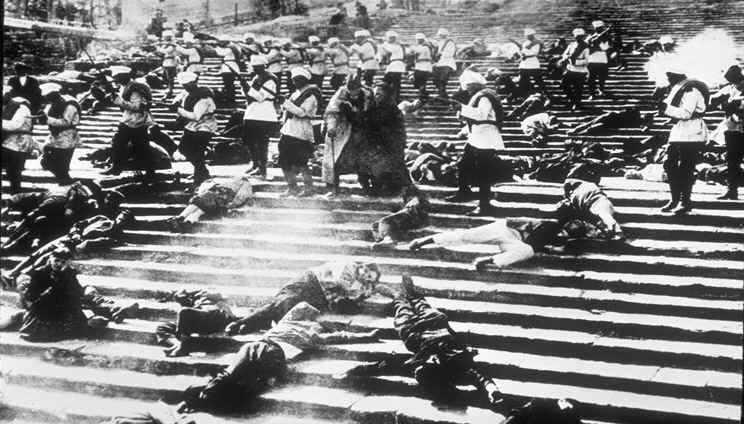
صحنه‌ای از فیلم صامت رزم‌ناو پوتمکین، محصول ۱۹۲۵ میلادی
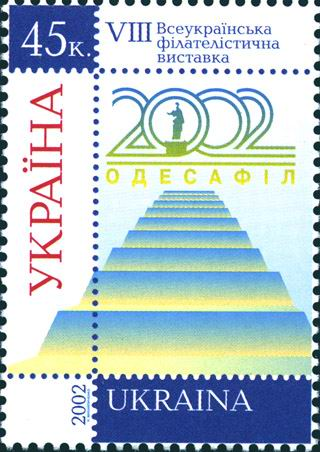
تمبر یادبود پلکان پوتمکین، تمبر اوکراین - سری ۲۰۰۲ میلادی